# Parafia św. Katarzyny i Matki Bożej Różańcowej w Rybniku Wielopolu
Parafia św. Katarzyny i Matki Bożej Różańcowej w Rybniku Wielopolu – parafia rzymskokatolicka w dekanacie golejowskim, istniejąca od 27 lutego 1977 roku w Rybniku-Wielopolu, przy drewnianym kościele przeniesionym w to miejsce z Gierałtowic.

## Grupy parafialne
Na terenie parafii działa kilka grup parafialnych:
- Legion Maryi,
- Żywy Różaniec,
- Ministranci,
- Młode Wielopole.

## Proboszczowie
- śp. ks. Jerzy Rzerzucha (1975-1986)
- ks. Henryk Skorupa (1986-1988)
- śp. ks. Stanisław Płaza (1988-1995)
- ks. Krystian Helbik (1995-2023)
- ks. Paweł Til (2023-)